# Лизогубово-Слобідська сільська рада
| Лизогубово-Слобідська сільська рада — орган місцевого самоврядування у Згурівському районі Київської області з адміністративним центром у с. Лизогубова Слобода. Історична дата утворення: в 1938 році. Сільській раді підпорядковані населені пункти: - с. Лизогубова Слобода |

## Склад ради
Рада складається з 12 депутатів та голови.

### Керівний склад ради
| ПІБ                           | Основні відомості                                                         | Дата обрання | Дата звільнення |
| ----------------------------- | ------------------------------------------------------------------------- | ------------ | --------------- |
| Герасименко Тамара Аркадіївна | Сільський голова, 1965 року народження, освіта, позапартійна              | 26.03.2006   | 31.10.2010      |
| Хрущ Віктор Володимирович     | Сільський голова, 1984 року народження, освіта вища, член Партії регіонів | 31.10.2010   |                 |

Примітка: таблиця складена за даними джерела